# Camden (Alabama)
 For alternative betydninger, se Camden. (Se også artikler, som begynder med Camden)
Calera er en by i den sydvestlige del af delstaten Alabama i USA. Byen har 1.927 (2020) indbyggere og er hovedbyen i det amerikanske county Wilcox County.

## Ekstern henvisning
- Wikimedia Commons har flere filer relateret til Camden (Alabama)